# ポリグルタミン酸

ポリグルタミン酸の構造

ポリグルタミン酸（ポリグルタミンさん、polyglutamic acid, PGA）は、グルタミン酸を重合単位とするポリペプチドの一種。天然のものは、一般的なポリペプチドとは異なり、γ位のカルボキシル基とα位のアミノ基がペプチド結合を形成するため、γ-ポリグルタミン酸 (γ-PGA) とも呼ばれる。化学式[-NH-CH(COOH)-CH2CH2-CO-]n。重合度の高いものは重量比で自重の5000倍の水分を維持すると言われ、その保水力は医療、医薬品、健康食品、化粧品などの各分野で広く応用されている。L体のグルタミン酸のみからなる重合体の CAS登録番号は [25513-46-6]、D体、DL体からなる重合体ではそれぞれ [25104-13-6]、[49717-32-0]。
納豆のネバネバの主成分は、このポリグルタミン酸と多糖類のフルクタンである。また、納豆菌と同じバチルス属である炭疽菌の莢膜もポリグルタミン酸を主成分としている。そのため、海外各地で納豆を紹介されたときは、当初受け付けられなかったと言われている。クラゲの刺胞細胞にもポリグルタミン酸が含まれており、マリンスポーツ歴がある者が納豆アレルギーを発症しやすいのはクラゲ刺傷によるものと推測される。
グルタミン酸には光学異性体であるL体とD体がある。普通、生物が作り出すアミノ酸はL体のみであるが、納豆菌や炭疽菌が作るポリグルタミン酸にはL体とD体のグルタミン酸が混在しており、このような例はめずらしい。D体を含むポリペプチド鎖は通常のペプチダーゼで分解されにくく、従ってポリグルタミン酸はこれらの菌が自分を守るために作り出した物質であるとする説もある。

## 医療分野
ポリグルタミン酸は抗がん剤など医療分野にも利用されている。タキソールにポリグルタミン酸をつけたジオタックスは、卵巣ガン、非小細胞性肺ガンに対して開発認可が進んだ薬で、アメリカでは認可が下りているものである。その他にも、外科手術の際の癒着防止剤としても利用されている。

## スキンケア成分
PGA は、ヒアルロン酸よりも強力な保水力を備えた、非常に効果的な保湿剤です。

## その他の用途
水中に混じった不純物に対する凝集作用があるため水処理に利用され始めている。日本ポリグルがその代表的な企業である。
この応用として、福島第一原子力発電所事故による放射能汚染水から放射性物質を分離するための実験を行う予定であることが2011年3月31日前後に報道された。ただし2011年9月現在、この件についての続報はない。

## 主なメーカー
- 味の素
- 出光
- 明治フードマテリア
- ヤクルト薬品工業
- 一丸ファルコス
- 日本ポリグル